# Епархиальное собрание
Епархиальное собрание — в Русской православной церкви орган управления епархией. Возглавляется епархиальным архиереем и состоит из клира, монашествующих и мирян, проживающих на территории епархии и представляющих канонические подразделения, входящие в состав епархии.
Епархиальное собрание созываются епархиальным архиереем по его усмотрению, не реже раза в год, а также по решению Епархиального совета или по требованию не менее 1/3 членов предыдущего Епархиального собрания.
Процедура созыва членов Епархиального собрания устанавливается Епархиальным советом. Кворум собрания составляет большинство (более половины) членов. Решения принимаются большинством голосов. В случае равенства преобладает голос председателя.

## Деятельность
Епархиальное собрание работает в соответствии с принятым регламентом. Оно:
- избирает делегатов на Поместный Собор;
- избирает членов Епархиального совета и епархиального суда;
- создает необходимые епархиальные учреждения и заботится об их финансовом обеспечении;
- вырабатывает общеепархиальные правила и предписания в соответствии с соборными постановлениями и решениями Священного Синода;
- наблюдает за течением епархиальной жизни;
- заслушивает сообщения о состоянии епархии, о работе епархиальных учреждений, о жизни монастырей и иных канонических подразделений, входящих в состав епархии, и принимает по ним решения.

Епархиальное собрание избирает заместителя председателя и секретаря. Заместитель председателя может руководить собранием по указанию председателя. Секретарь ответственен за подготовку журналов заседаний Епархиального собрания.
Журналы заседаний Епархиального собрания подписывают председатель, его заместитель, секретарь и избранные для этого два члена собрания.